# Lamprotornis shelleyi
Lamprotornis shelleyi е вид птица от семейство Скорецови (Sturnidae).

## Разпространение
Видът е разпространен в Етиопия, Кения, Сомалия, Судан, Танзания и Южен Судан.